# Gaming Minds Studios
Gaming Minds Studios ist ein deutscher Spieleentwickler, der 2009 aus Ascaron Entertainment hervorging. Kalypso Media hielt zunächst 60 % Anteil und übernahm das Studio 2020 vollständig.

## Ludographie
- Darkstar One für Xbox 360 (2010)
- Patrizier 4 (2010)
- Port Royale 3 (2012)
- Rise of Venice (2013)
- Das Schwarze Auge: Demonicon (2013)
- Grand Ages: Medieval (2015)
- Railway Empire (2018)
- Port Royale 4 (2020)
- Tortuga: A Pirate's Tale (2023)
- Railway Empire 2 (2023)